# 미스트롯4
《미스트롯4》는 TV 조선에서 12월에 방송될 예정인 예능 프로그램이다.

## 진행자
- 김성주

## 여담
- 2025년 7월 17일, 참가자 모집을 시작했으며, 하반기 방송 예정이라고 밝혔다. 2023년에는 미스트롯3와 현역가왕이, 2024년에는 미스터트롯3와 현역가왕2가 맞붙었는데, 이번에도 비슷한 시기에 방송되는 현역가왕3와 경쟁하게 되었다.

- 이전 시즌인 미스터트롯3에서 사용되었던 부서인 현역부X를 미스트롯4에서도 그대로 도입하게 될 가능성이 높은만큼, 기존 미스트롯1/미스트롯2/미스트롯3 출신 재도전자들은 물론 현역가왕 출신들도 지원할 것으로 예상되고 있다.

- 나이 제한이 없다. 이전 오디션인 미스터트롯3에서 나이 제한을 두지 않았고, 미스트롯 시리즈에서는 처음이다.

- 4자 금기를 역이용하여 '미스트롯死', '목숨을 건 트롯 전쟁'으로 홍보하고 있다.